# Nekropole de la Grand Mesle

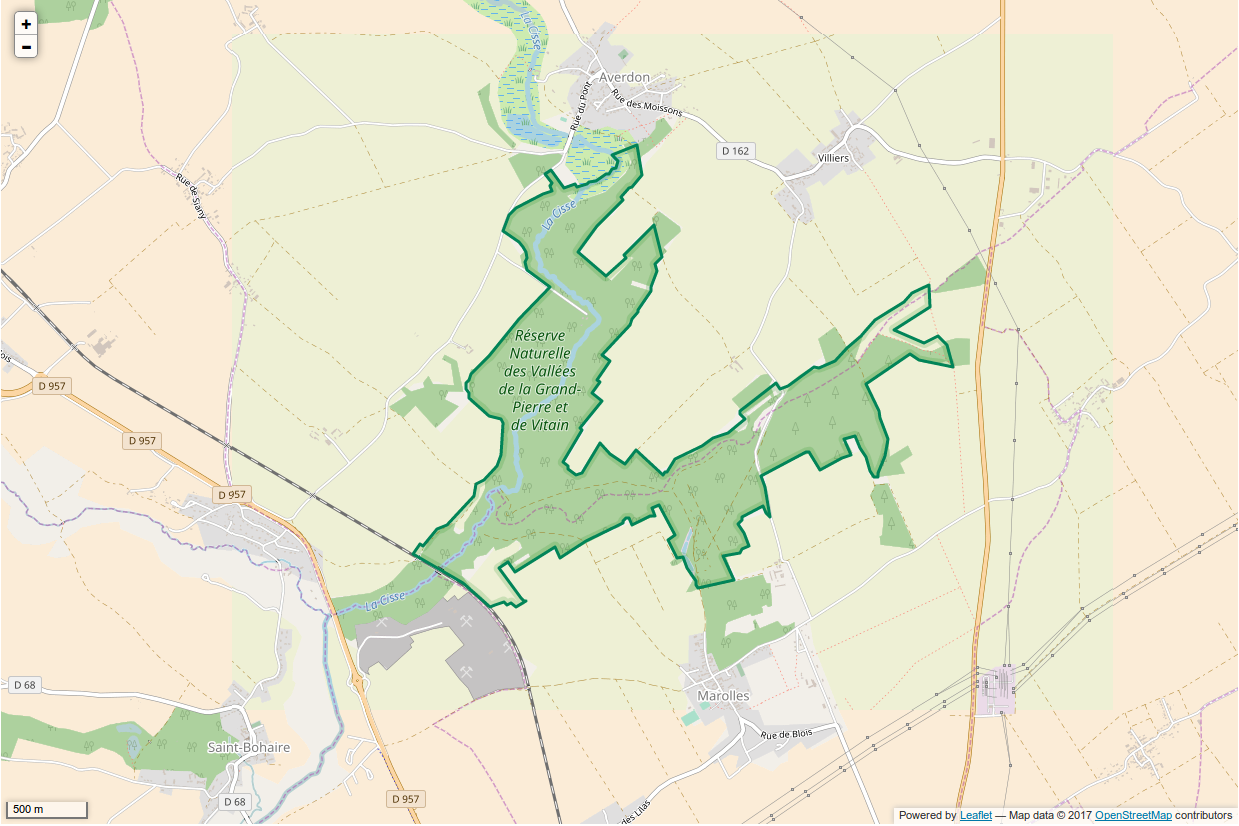
Naturschutzgebiet Vallées de la Grand-Pierre et Vitain, in dem die Nekropole liegt

Die Nekropole de la Grand Mesle (auch Grand Mesles Tumuli oder Sépulture du Camp du Grand Vitai genannt) liegt im Naturschutzgebiet Vallées de la Grand-Pierre et Vitain, südlich von Averdon, nördlich von Blois im Département Loir-et-Cher in Frankreich.
Die Tumuli und Menhire der Grande Mesle gehören zu einer neolithischen Nekropole auf einem Felssporn, der vom Zusammentreffen zweier Täler geformt wird.
Die Tumuli auf dem Sporn wurden seit dem späten 19. Jahrhundert von Archäologen und Enthusiasten untersucht bzw. geplündert. Die Reste von vier langgestreckten, eingetieften Megalithanlagen sind noch erkennbar. Hügel jeder Größe, die kraterartig ausgeweidet worden sind, umgeben die Anlagen

Nekropole de la Grande-Mesle
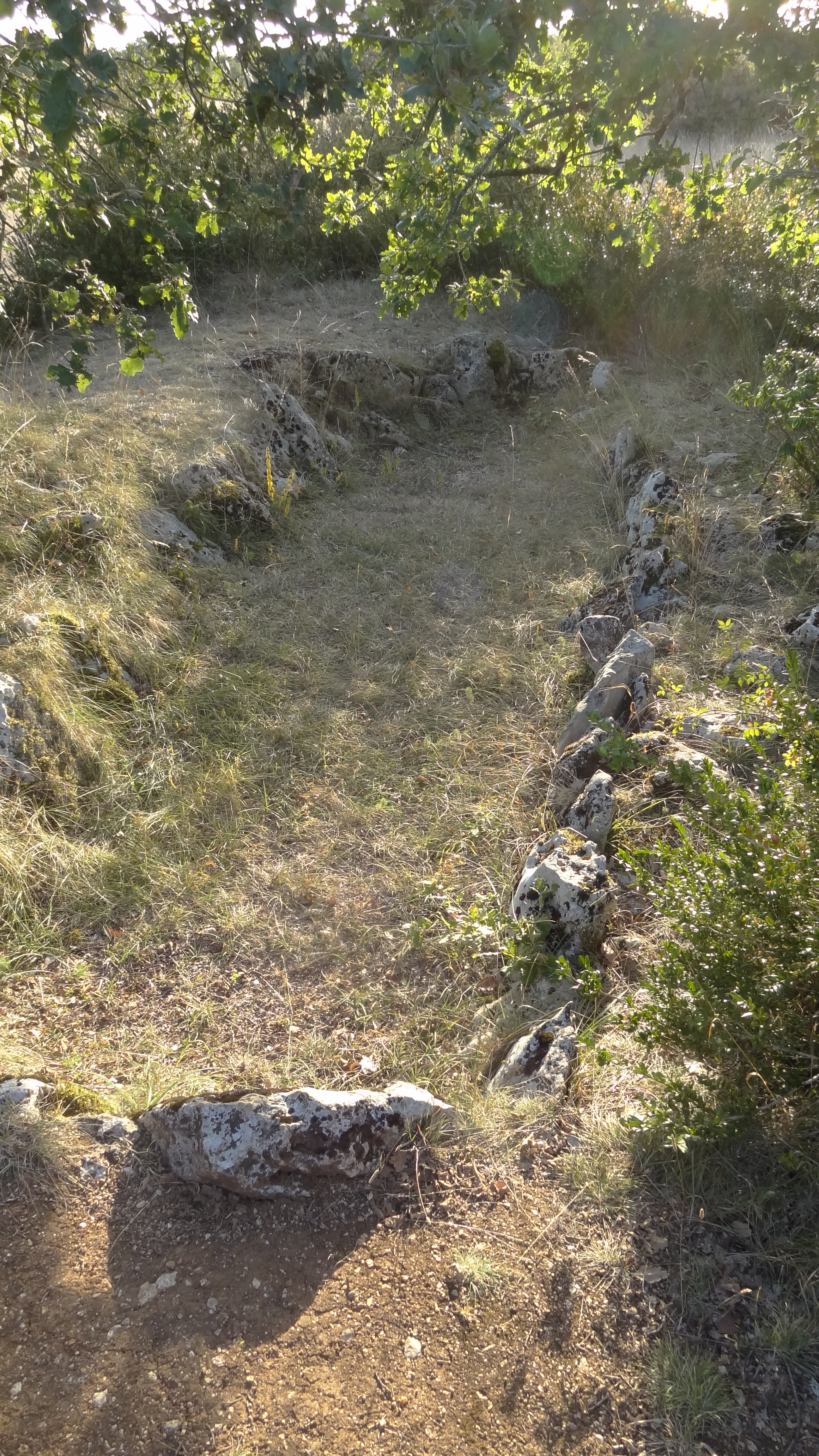
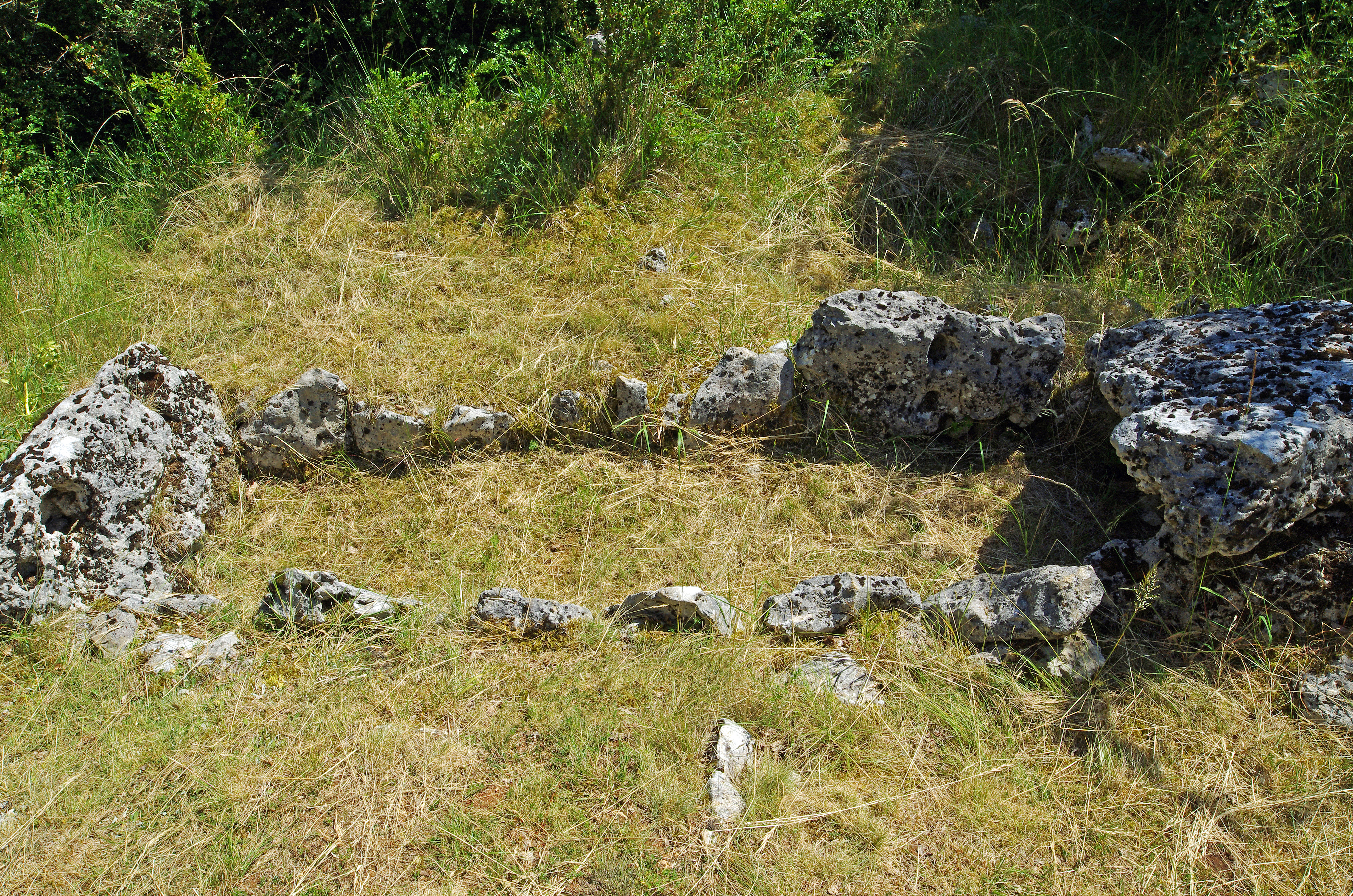
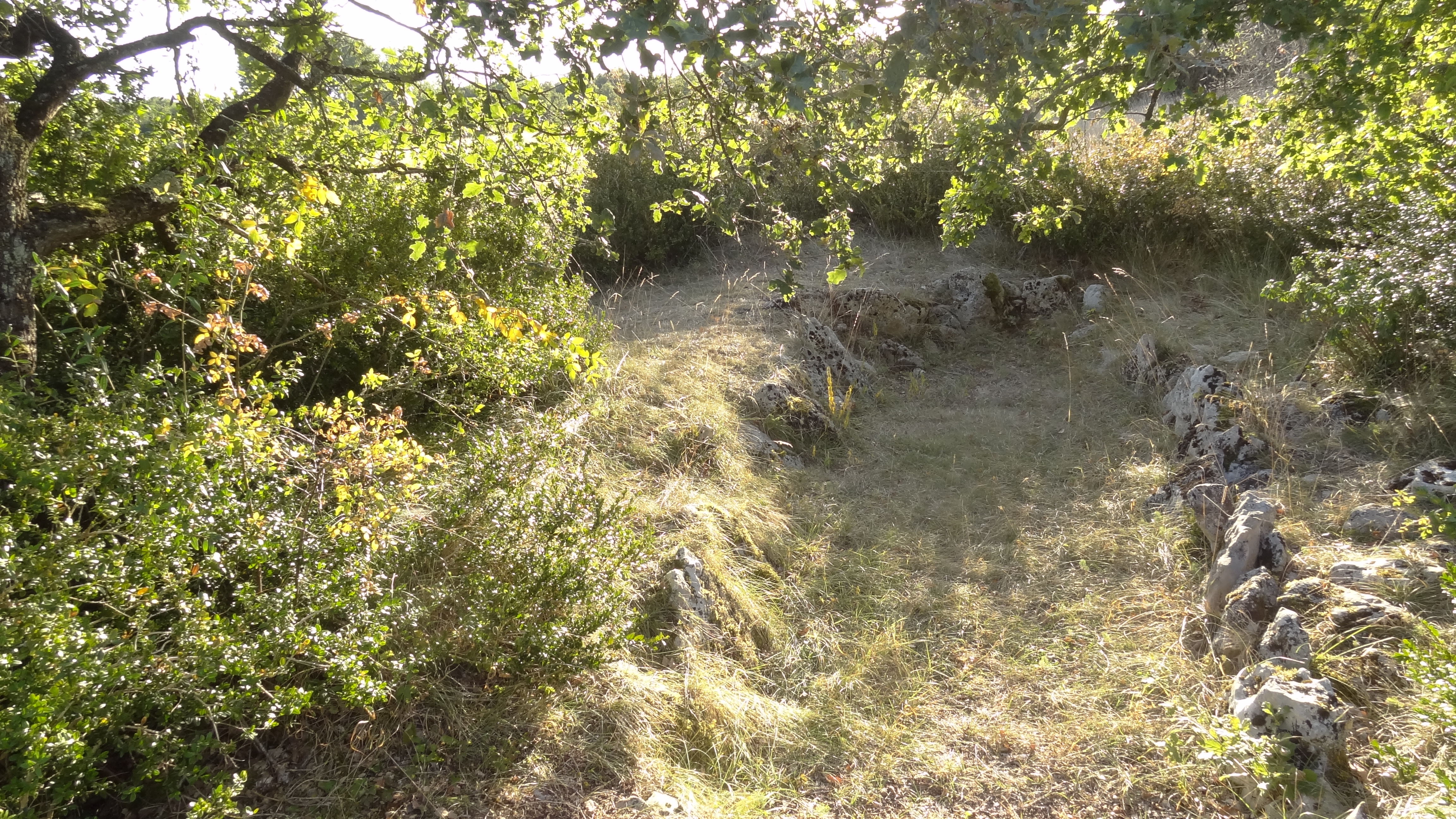
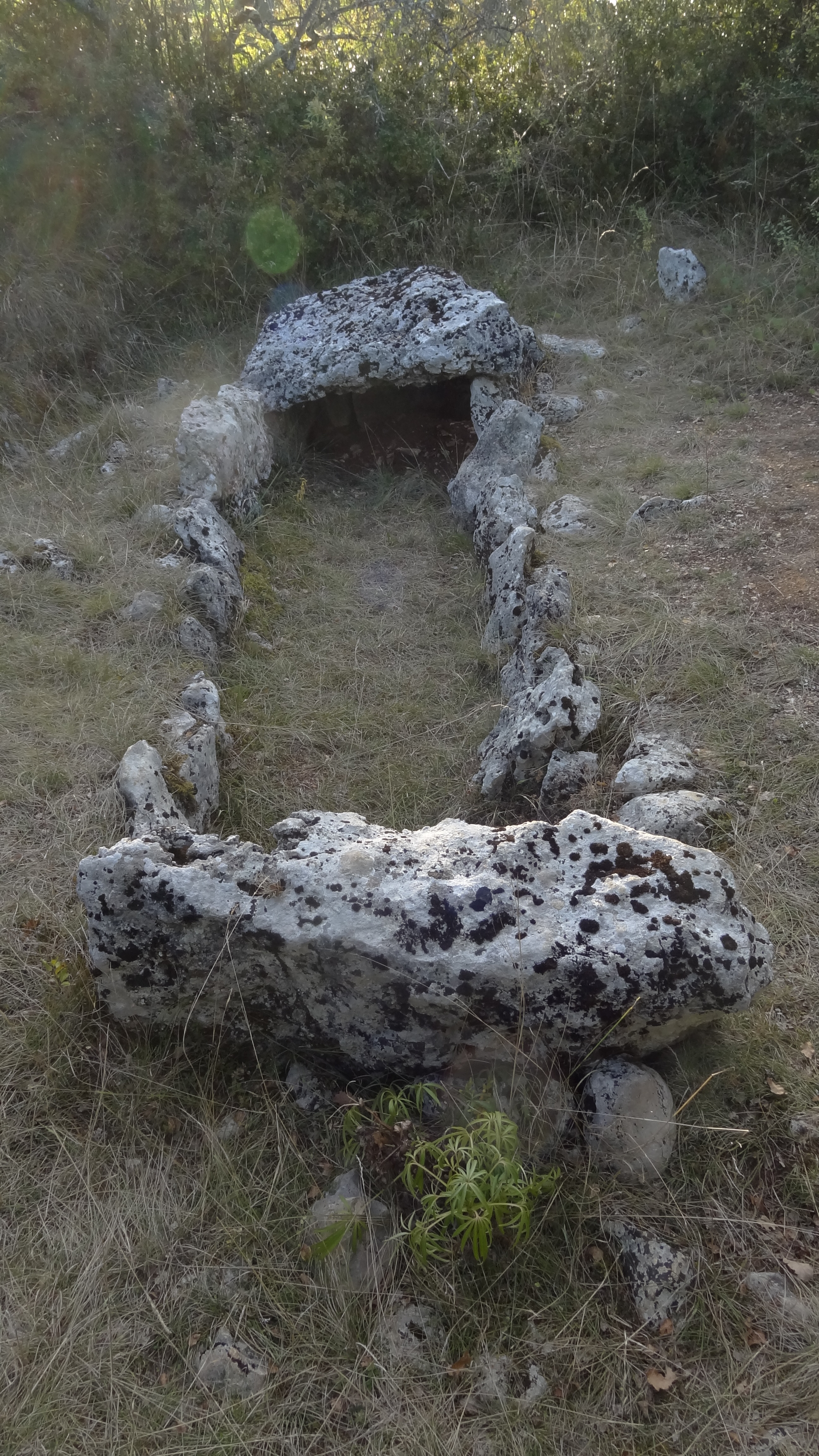